# Cabo Tênaro

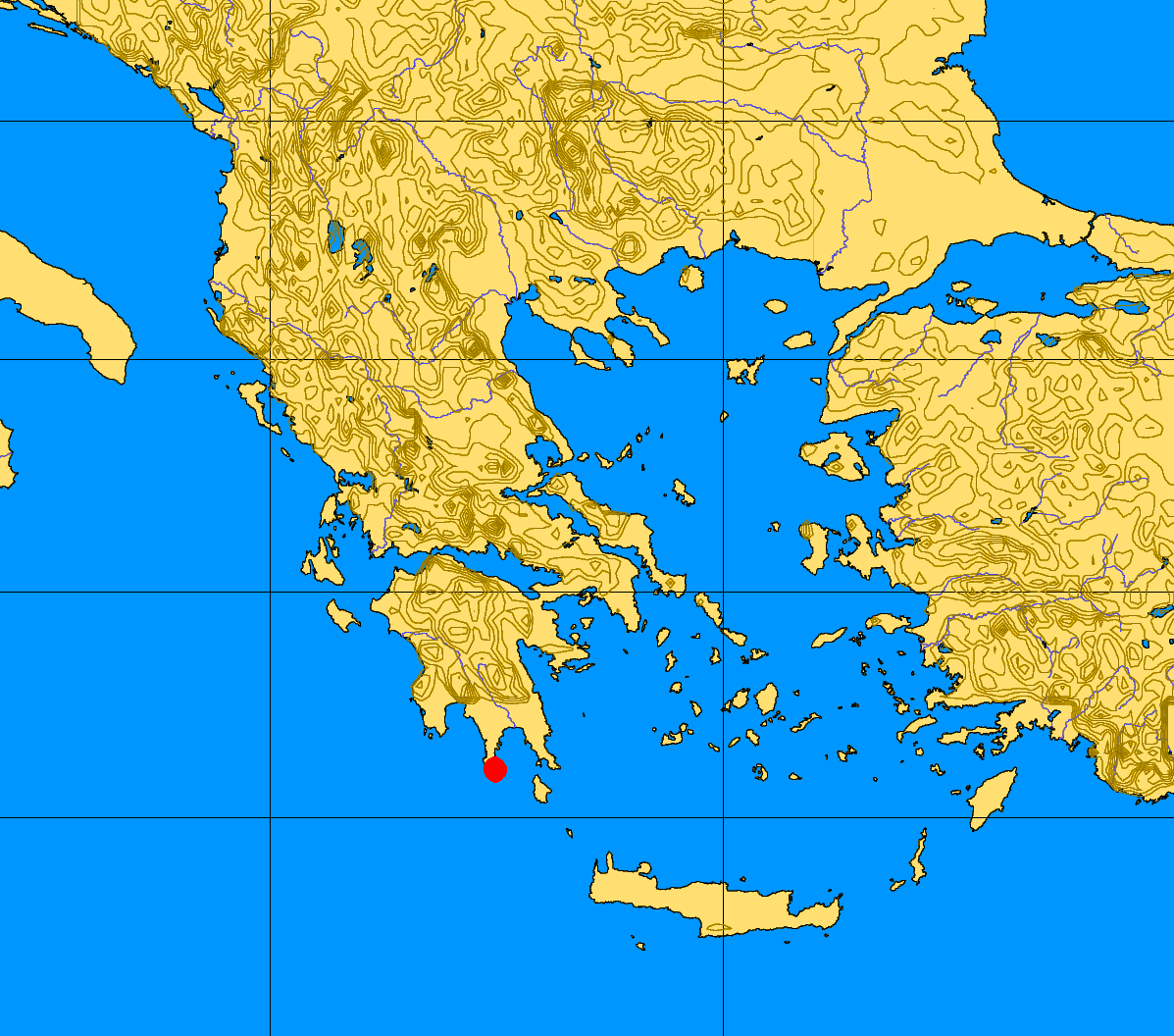
Localização do cabo Tênaro (ou Matapão).

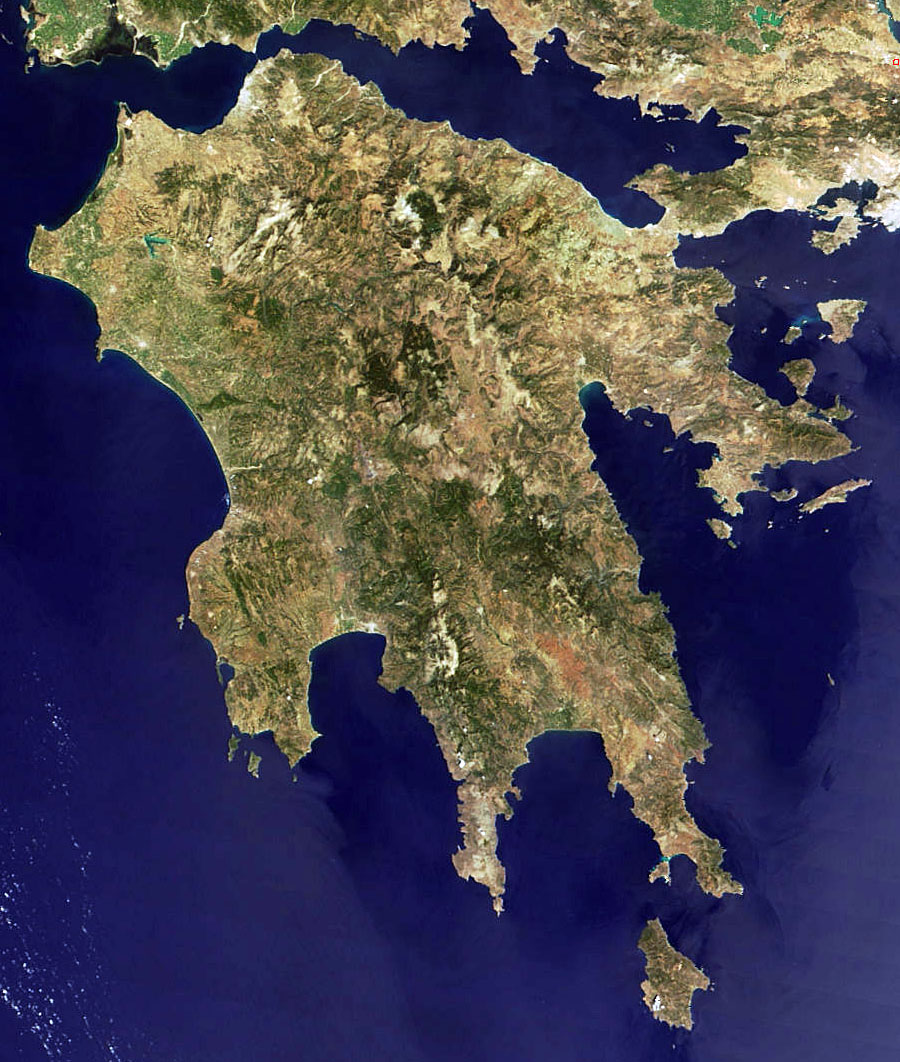
O cabo Tênaro (ou Matapão) é o ponto mais a sul dos Balcãs e da Grécia continental.

O cabo Tênaro ou cabo Ténaro (em grego: Ακρωτήριον Ταίναρον; romaniz.: Akrotírion Taínaron), também conhecido como cabo Matapão (em grego: Κάβο Ματαπάς; romaniz.: Kávo Matapás, ou Ματαπά no dialeto local da península de Mani), fica situado no extremo sul da península de Mani, na Lacónia, Peloponeso, Grécia. Este cabo é o ponto mais meridional da Grécia continental, separando o golfo de Messênia (a oeste) do golfo da Lacónia (a leste). É ainda o ponto mais meridional da península balcânica.
O cabo Tênaro ou Matapão tem sido um ponto importante desde há milhares de anos. Há no local uma gruta que as lendas da Grécia Antiga afirmavam ser o local onde a divindade Hades, deus dos mortos, morava. Os antigos espartanos construíram vários templos dedicados a diversas divindades. Na colina acima da caverna situam-se os restos de um antigo templo dedicado a Posêidon (Νεκρομαντεῖον Ποσειδῶνος) que se supõe ter sido construído pelos acaios antes da conquista dos dórios, e onde os periecos e hilotas praticavam os seus cultos. Toda a península estava aliás dedicada a Posêidon. O templo foi saqueado pelos etólios no século III a.C..
Pausânias menciona dois portos: Psamatunte (Psamathus, Ψαμαθοῦς), e Porto de Aquiles ou Aquileu (ὁ λιμὴν Ἀχίλλειος). Cílax também os menciona. Estrabão menciona o primeiro como nome de Amatos (Amathus, Ἀμαθοῦς). Os portos provavelmente correspondem a Kaio e Vathy.
Os restos do templo de Posêidon podem ainda ver-se em Asomato ou Cisternes, na parte oriental do cabo. 
Na época do Império Bizantino, o templo foi convertido em igreja cristã, que ainda permanece, tal como uma muralha.
O cabo era ainda onde os mercenários esperavam ser contratados.
A Batalha de Matapão foi uma batalha naval travada a 19 de Julho de 1717, entre uma armada de aliados cristãos e a armada do Império Otomano. O combate mais importante da batalha foi travado entre a esquadra portuguesa e a muito mais imponente Armada Otomana, tendo a armada otomana retirado após um dia de combates, principalmente com as naus de guerra portuguesas. O desempenho da esquadra portuguesa chefiada pelo seu almirante Lopo Furtado de Mendonça (Conde de Rio Grande) prestigiou a Armada Real Portuguesa, tendo o Papa reconhecido Portugal pelo seu relevante papel na defesa da cristandade. 
Já na época moderna, no cabo o SS Californian teve papel polémico aquando do acidente com o Titanic, foi torpedado e afundado pelos alemães em 1915. Em março de 1941, uma grande batalha naval, a Batalha do Cabo Matapão, deu-se ao largo, entre a Royal Navy e a Regia Marina, na qual os britânicos saíram vencedores, com a consequência dos italianos verem fortemente reduzida a sua presença naval no mediterrâneo oriental.
Hoje há um farol no local, mas sem uso. É local de rotas migratórias de aves.